# Arnaud Cotture
Arnaud Amédée Cotture (nacido el 9 de agosto de 1995 en Martigny) es un jugador de baloncesto suizo que actualmente pertenece a la plantilla del Fribourg Olympic de la LNA, la máxima división suiza. Con 2,03 metros de altura puede jugar tanto en la posición de Ala-Pívot como en la de Pívot. Es internacional absoluto con Suiza.

## Trayectoria profesional

### Fribourg Olympic
Formado en la cantera del Fribourg Olympic, debutó con el primer equipo de la LNA en la temporada 2010-2011 (4 partidos de liga con un promedio de 0,3 asistencias y 0,3 robos en 4 min). Esa misma temporada jugó 16 partidos con la Groupe E Académie Fribourg U23 en la LNB (2.ª división suiza), promediando 7,1 puntos (67,5 % en tiros libres), 6,8 rebotes y 1,1 robos en 30,8 min.
En la temporada anterior (2009-2010), jugó 13 partidos con la Groupe E Académie Fribourg U23 en la LNB, promediando 2 puntos y 2,3 rebotes en 9,8 min.
En la temporada 2011-2012, jugó 25 partidos con la Groupe E Académie Fribourg U23 y 4 partidos de liga con el primer equipo. Con la Groupe E Académie Fribourg U23 promedió 12,6 puntos (50,3 % en tiros de 2), 5,9 rebotes, 1 robo y 1,6 tapones en 25,5 min. Con el primer equipo en liga promedió 0,8 rebotes y 0,3 tapones en 3,5 min.
En la temporada 2012-2013, jugó 21 partidos con la Groupe E Académie Fribourg U23 y 11 partidos de liga y 2 de play-offs con el primer equipo. Con la Groupe E Académie Fribourg U23 promedió 11,3 puntos, 9,5 rebotes y 1 robo en 26,3 min. Con el primer equipo en liga promedió 1,7 puntos (50 % en tiros de 2 y 62,5 % en tiros libres) y 1,5 rebotes en 4,4 min, mientras que en play-offs promedió 1 punto (100 % en tiros de 2) y 1,5 rebotes en 4,5 min.
En la temporada 2013-2014, jugó 11 partidos con la Groupe E Académie Fribourg U23 y 26 partidos de liga y 10 de play-offs con el primer equipo. Con la Groupe E Académie Fribourg U23 promedió 13 puntos (60,8 % en tiros de 2), 9,3 rebotes, 1 asistencia y 1 tapón en 25,2 min. Con el primer equipo en liga promedió 5,2 puntos (61,5 % en tiros de 2 y 37,5 % en triples) y 3,1 rebotes en 13,9 min, mientras que en play-offs promedió 7,1 puntos (62,5 % en tiros de 2 y 62,5 % en tiros libres) y 4,8 rebotes en 18,4 min.
En la temporada 2014-2015, jugó 3 partidos con la Groupe E Académie Fribourg U23 y 30 partidos de liga y 3 de play-offs con el primer equipo. Con la Groupe E Académie Fribourg U23 promedió 18,3 puntos (50 % en tiros de 2), 10 rebotes, 3 asistencias, 1,3 robos y 2 tapones en 27,3 min. Con el primer equipo en liga promedió 7,8 puntos (64,1 % en tiros de 2 y 70 % en tiros libres), 4,1 rebotes y 1 asistencia en 19,1 min, mientras que en play-offs promedió 7,3 puntos (100 % en triples y 75 % en tiros libres) y 3,7 rebotes en 21 min.
En la temporada 2015-2016, ganó la Copa Suiza y la LNA. Jugó 1 partido con la Groupe E Académie Fribourg U23 y 27 partidos de liga y 12 de play-offs con el primer equipo. En el partido que jugó con la Groupe E Académie Fribourg U23 metió 11 puntos (5-7 de 2, 0-1 de 3 y 1-2 de TL), cogió 10 rebotes, dio 1 asistencia, robó 3 balones y puso 2 tapones en 20 min. Con el primer equipo en liga promedió 8,4 puntos (69,4 % en tiros de 2 y 64,5 % en tiros libres), 4 rebotes y 1,2 asistencias en 19,5 min, mientras que en play-offs promedió 8,4 puntos (53,7 % en tiros de 2, 39,1 % en triples y 64 % en tiros libres), 4,8 rebotes, 1,7 asistencias y 1,1 tapones en 20,4 min.
Fue el 10.º máximo taponador de la LNA. A final de temporada fue nombrado jugador joven del año de la LNA por Eurobasket.com.
Disputó un total de 90 partidos con la Groupe E Académie Fribourg U23 en la LNB, promediando 10 puntos (50,3 % en tiros de 2), 7 rebotes y 1 tapón en 24,3 min de media.

## Selección Suiza

### Categorías inferiores
Internacional con las categorías inferiores de la selección de baloncesto de Suiza, disputó el Europeo Sub-16 División B de 2010, celebrado en Tallin, Estonia, en el que la selección suiza quedó en 7.ª posición, el Europeo Sub-16 División B de 2011, celebrado en Strumica, Macedonia, en el que la selección suiza quedó en 13.ª posición, el Europeo Sub-18 División B de 2013, celebrado en Strumica, Macedonia, en el que la selección suiza quedó en 15.ª posición, y el Europeo Sub-20 División B de 2014, celebrado en Sarajevo, Bosnia-Herzegovina, en el que la selección suiza quedó en 14.ª posición.
En el Europeo Sub-16 División B de 2010 jugó 8 partidos con un promedio de 1,4 puntos (50 % en tiros de 2 y 66,7 % en tiros libres) y 2 rebotes en 9,5 min de media.
En el Europeo Sub-16 División B de 2011 jugó 9 partidos con un promedio de 10,2 puntos (51,9 % en tiros de 2 y 66,7 % en tiros libres), 6 rebotes y 2,3 tapones en 22,6 min de media. Fue el máximo reboteador y taponador de su selección.
Finalizó el Europeo Sub-16 División B de 2011 con el 10.º mejor % de tiros de campo (50 %) y el 19.º mejor % de tiros de 2 y fue el 4.º máximo taponador y el 19.º en tiros de 2 anotados (4,4 por partido).
En el Europeo Sub-18 División B de 2013 jugó 8 partidos con un promedio de 8 puntos (65,2 % en tiros libres), 5,9 rebotes y 1 tapón en 19,4 min de media. Fue el máximo reboteador de su selección.
Fue el 14.º máximo taponador del Europeo Sub-18 División B de 2013.
En el Europeo Sub-20 División B de 2014 jugó 7 partidos con un promedio de 18,3 puntos (79,3 % en tiros libres), 8,9 rebotes y 1,3 asistencias en 32,7 min de media. Fue el máximo anotador, reboteador y taponador de su selección.
Finalizó el Europeo Sub-20 División B de 2014 con el 5.º mejor % de tiros libres, el 14.º mejor % de tiros de 2 (46,7 %) y el 17.º mejor % de tiros de campo (41,5 %) y fue el 5.º máximo anotador y reboteador, el 13.º máximo taponador (0,7 por partido), el 1.º en tiros libres anotados (6,6 por partido), el 2.º en faltas recibidas (5,7 por partido), el 4.º en dobles-dobles (4) y rebotes ofensivos (3,7 por partido), el 5.º en min, el 6.º en tiros de 2 anotados (5 por partido), el 7.º en tiros de campo anotados (5,6 por partido) y el 10.º en rebotes defensivos (5,1 por partido).

### Absoluta
Debutó con la absoluta de Suiza en la Clasificación para el EuroBasket 2015, celebrado entre Alemania, Croacia, Francia y Letonia, no logrando Suiza clasificarse.
Jugó 4 partidos de la 2.ª fase, promediando 5,5 puntos (33,3 % en triples y 70 % en tiros libres), 3 rebotes y 1,3 asistencias en 24 min de media.